# Bula, Camarines Sur
Bula là đô thị hạng 2 ở tỉnh Camarines Sur, Philippines. Theo điều tra dân số năm 2015, đô thị này có dân số 69.430 người.

## Các đơn vị hành chính
Bula về mặt hành chính được chia thành 33 khu phố (barangay).
| - Bagoladio - Bagumbayan - Balaogan - Caorasan - Casugad - Causip - Fabrica - Inoyonan - Itangon - Kinalabasahan - La Purisima | - La Victoria - Lanipga - Lubgan - Ombao Heights - Ombao Polpog - Palsong - Panoypoyan - Pawili - Sagrada (Sagrada Familia) - Salvacion (Pob.) - San Agustin | - San Francisco - San Isidro - San Jose - San Miguel - San Ramon - San Roque (Pob.) - San Roque Heights - Santa Elena - Santo Domingo - Santo Niño - Taisan |